# Municipio de Atoyac (Veracruz)
El municipio de Atoyac es un municipio ubicado en el centro del estado de Veracruz, México. Su cabecera es la localidad de Atoyac.

## Toponimia
El nombre de este municipio deriva de los vocablos náhuatl alt y toyahul o a-toya-k, que pueden ser interpretados como en el agua que corre, o corriente de agua.

## Heráldica
En la parte superior del escudo se aprecian dos esculturas prehispánicas, entre medio de estas se encuentra la frase Atoyac lugar junto al río, aludiendo a su significado en náhuatl, inmediatamente abajo de esta leyenda se encuentra dividida en cuatro, en la parte superior de esta imagen central se aprecia un ingenio azucarero, dividiendo esta imagen, se encuentra un lienzo que dice Plan de San Ricardo, Atoyac, Ver. 14 de julio de 1910, en la parte izquierda una ilustración de un langostino cayendo de la cascada del río Atoyac, en la parte derecha se aprecia una naranja, un mango y una mata de plátano con una iglesia al fondo, en la parte de abajo se aprecian dos montañas y dos puentes, más abajo, en el inferior de toda la ilustración divida se aprecia un túnel, hace referencia a los puentes y túneles ferrocarrileros de los trenes porfiristas, todo el escudo es enmarcado en mayúsculas, con la leyenda Atoyac, tierra protegida y revolucionaria, coronando este lienzo amarillo hojas y granos de café.

## Geografía

### Ubicación
El municipio se encuentra localizado en la región de las Montañas, en la parte central del estado de Veracruz, entre los paralelos 18°51’ y 19°00’ de latitud norte y entre los 96°42’ y 96°52’ de longitud oeste respecto del meridiano de Greenwich.

### Delimitación
El municipio tiene como límites al norte Tepatlaxco e Ixhuatlán del Café, al sur Yanga y Cuitláhuac, al este Paso del Macho y al oeste Ixhuatlán del Café, Córdoba, Amatlán de los Reyes y Yanga.

### Hidrografía
El municipio se encuentra irrigado por el río Atoyac y se encuentra dentro de la cuenca del mismo, también se cuenta con pequeños arroyos como Paso de Doña Juana y Hondo, que son tributarios del río Chiquigüite.

### Orografía
Ubicado en la zona central del estado, forma parte de la zona montañosa de Chiconquiaco en una parte, y en otra de la llanura costera, con suelos del cuaternario y rocas sedimentarias del cretácico, en lomerío típico sobre áreas donde anteriormente se encontraban suelos vertisoles y leptosoles.

### Clima
Cuenta con clima cálido, subhúmedo con lluvias en verano, cálido húmedo con abundantes lluvias en verano, semicálido húmedo con abundantes lluvias
en verano y templado húmedo con abundantes lluvias en verano

## Historia
La región de Atoyac, estuvo habitada por nativos de la cultura Totonaca, por los años 800 la zona perteneció al Señorío de Tototlan; posteriormente, fueron conquistados por los aztecas, quedando finalmente bajo el señorío de Cuauhtochco. Durante la época de la conquista española la zona vivió el mestizaje de indios, negros y españoles, sin embargo, los grupos indígenas fueron explotados brutalmente por los españoles que casi acaban con la población nativa de todos las comunidades de la región. Durante el siglo XVII, fue levantado por los españoles el famoso puente de piedra, sin embargo, tuvo que ser reconstruido en diferentes ocasiones a consecuencia de los daños que sufría durante las batallas que había en la región. Durante la guerra de independencia, los esclavos y trapiches de la región, se sublevan siguiendo el llamado de independencia del Cura Miguel Hidalgo. En 1812 se funda el Centro Insurgente en el Cerro del Chiquihuite bajo el mando del mulato Mariano Mota. Durante la guerra entre liberales y conservadores estuvieron operando en la región las fuerzas conservadoras bajo el mando de Miguel Miramón y las fuerzas liberales bajo el mando del General Ignacio de la Llave. Durante la invasión Francesa Atoyac fue paso de camino a Orizaba. Hacia 1871, los proyectos del Ferrocarril Mexicano tocaron las puertas del Municipio; se construyeron los puentes Atoyac y Chiquihuite y se construyeron dos túneles inaugurándose en enero de 1873 la primera ruta ferroviaria en el país. El 14 de julio de 1910, el general Cándido Aguilar Vargas promulgó el Plan de San Ricardo en contra de la dictadura porfirista. Por decreto del 12 de enero de 1916, se erige en municipio la población de Atoyac, perteneciente al Municipio de Paso del Macho; anexándole congregaciones de Amatitlán y Tepatlaxco. El municipio de Atoyac tiene importancia histórica, desde la época de la Independencia Nacional por las heroicas defensas en el cerro y puente del Chiquihuite, Atoyac y el Potrero. El ingenio azucarero de este nombre, ha sido muy importante en la vida económica del municipio y la región; la congregación fue designada general Miguel Alemán por decreto sin número, de fecha 9 de abril de 1947.

## Flora y fauna
Coexisten en el municipio los bosques templados caducifolios con especies como el liquidámbar, ocozote, encino, fresno, álamo y sauce. Cierta fauna como los conejos, ardillas, liebres, tejones, cascabeles, coralillo, mazacuata, langostinos, camarones, jaibas, mojarras, juiles y truchas.

## Economía
Una gran fuente de ingresos del municipio es el Ingenio el Potrero, se ubica en la población Gral. Miguel Alemán, edificado entre 1905 y 1908, iniciando la zafra ese mismo año, la caña es traída desde los municipios Paso del Macho, Amatlán de los Reyes, Yanga, Carrillo Puerto, Cuitlahuac, Camarón de Tejeda principalmente, además del mismo Atoyac.

## Gastronomía
Si bien sabemos que esta disciplina es la relación del hombre con su medio ambiente, en muchos aspectos, pero en especial en la comida. Atoyac cuenta una muy variada cantidad de platillos, se pueden encontrar platillos a base de mariscos, especialmente el langostino, róbalo y mojarra.

## Turismo
El territorio municipal desarrolla actividades de ecoturismo, en la cascada de Atoyac, la gruta de Atoyac, la Gruta de la Pila 6, o el Balneario El Arenal, aunque también se visitan los túneles del ferrocarril, ahora en desuso.

### Museos
Cuenta con un museo en la cabecera municipal que alberga algunos objetos de la época precolombina en jade y barro. Así como fósiles de animales y huesos humanos.
En la Villa General Miguel Alemán, la comunidad más grande del municipio se cuenta con un Museo Comunitario, donde se encuentran restos de la cultura de las remojadas, armas, balas de cañón y demás piezas de la intervención francesa.

## Gobierno y administración
El gobierno del municipio está a cargo de su Ayuntamiento, que es electo mediante voto universal, directo y secreto para un periodo de tres años que no son renovables para el periodo inmediato posterior pero sí de forma no continua. Está integrado por el presidente municipal, un síndico único y cuatro regidores, dos electos por mayoría relativa y dos por representación proporcional. Todos entran a ejercer su cargo el día 1 de enero del año siguiente a su elección.

### Subdivisión administrativa
Para su régimen interior, el municipio además de tener una cabecera y manzanas, se divide en rancherías y congregaciones, teniendo estas últimas como titulares a los subagentes y agentes municipales, que son electos mediante auscultación, consulta
ciudadana o voto secreto en procesos organizados por el Ayuntamiento. En el municipio se cuenta con cinco agencias municipales, y ocho subagencias.

### Representación legislativa
Para la elección de diputados locales al Congreso de Veracruz y de diputados federales al Congreso de la Unión, el municipio se encuentra integrado en el Distrito electoral local XIV Huatusco con cabecera en la ciudad de Huatusco y el Distrito electoral federal XIII Huatusco con cabecera en la ciudad de Huatusco.

### Presidentes Municipales
| Presidente Municipal             | Periodo   | Partido |
| -------------------------------- | --------- | ------- |
| José Juan Araiza Ontiveros       | 1916      |         |
| Luis Aguirre Pagani              | 1916-1917 |         |
| José Conzatti Diez               | 1917      |         |
| Emiliano Martínez                | 1918-1919 |         |
| Arnulfo Gómez G.                 | 1920-1921 |         |
| Guadalupe Leal                   | 1922-1923 |         |
| Andrés Arzola G.                 | 1924-1925 |         |
| José Arias Gómez                 | 1926      |         |
| Pablo Torres A.                  | 1928-1929 |         |
| Manuel Martínez Suárez           | 1930-1931 |         |
| Francisco Sánchez                | 1932-1933 |         |
| Félix Domínguez                  | 1934      |         |
| Daniel Victoria                  | 1935      |         |
| Prefecto Hernández               | 1935      |         |
| Anselmo S. Sandoval              | 1936-1937 |         |
| Anastasio Murillo                | 1938-1939 |         |
| Isauro Ramírez                   | 1940      |         |
| Anselmo S. Sandoval              | 1941      |         |
| Francisco Molina Serna           | 1942-1943 |         |
| Luis Fernández                   | 1944-1946 |         |
| Alfonso Mendovil                 | 1947      |         |
| Ramón Martínez Medel             | 1948-1949 |         |
| Juan Román García                | 1950-1952 |         |
| Jesús Aguilera                   | 1953-1955 |         |
| José Ortega Villagómez           | 1956-1958 |         |
| Armando Vidals M.                | 1959-1961 |         |
| Ramón Garcia Medel               | 1962-1964 |         |
| Miguel Valencia Pacheco          | 1965-1967 |         |
| José Ortega Villagómez           | 1968-1970 |         |
| Anselmo Sandoval Bazán           | 1971-1973 |         |
| Eleno García Mora                | 1974-1976 |         |
| Roberto Palacios Solís           | 1977-1979 |         |
| Miguel Leyva Cortés              | 1979-1982 |         |
| José Ruiz Villagómez             | 1983-1985 |         |
| Jaime Quevedo Morales            | 1986-1988 |         |
| Gonzalo López López              | 1989-1991 |         |
| Jesús Hernández M.               | 1992-1994 |         |
| Saul Chávez Sosa                 | 1995-1997 |         |
| Fernando Pimentel Ugarte         | 1998-2000 |         |
| Isaías Pérez Luna                | 2001-2004 |         |
| Cuauhtémoc Yáñez Camacho         | 2005-2007 |         |
| María de la Paz Cortés Medina    | 2007      |         |
| Fernando Pimentel Ugarte         | 2008-2010 |         |
| Marcos Mollinedo Hernández       | 2011-2013 |         |
| Francisco Pérez Armas            | 2013      |         |
| Alfonso Rojas Olmos              | 2013      |         |
| Agustín Mollinedo Hernández      | 2014-2017 |         |
| Oscar Pimentel Ugarte            | 2018-2021 |         |
| Carlos Alberto Ventura de la Paz | 2021-     |         |

### Relaciones Internacionales

#### Hermanamientos
- Fortin, México (2023)[24]

## Atoyaquenses Destacados
- Cándido Aguilar: Militar mexicano que participó en la Revolución mexicana y promulgó el Plan de San Ricardo.
- Sergio Pitol: Escritor, traductor y diplomático.
- Jorge Cuesta: Químico, poeta, ensayista y editor. Fundador de la crítica literaria mexicana.